# Penang Football Association
El Penang Football Association también conocido como Pulau Pinang FA, es un club de fútbol de Malasia con sede en la ciudad de George Town, Penang. El equipo representa el estado de Pulau Pinang y actualmente está bajo la supervisión de la Asociación de Fútbol de Penang. 

## Historia
El equipo fundado en 1921 se desempeña actualmente en la Premier League de Malasia, la segunda categoría del fútbol Malayo. Es una de las catorce asociaciones de fútbol de Malasia y uno de los clubes más laureados del país.
El club ha ganado catorce trofeos importantes: la Copa de Malasia en cuatro ocasiones (1953, 1954, 1958, 1974), la Superliga en tres ocasiones (1982, 1998, 2001), la Copa FA Malasia una vez (2002) y Supercopa una vez (2003).

## Estadio
El club disputa sus partidos de local en el Estadio Negeri Pulau Pinang con capacidad para 40.000 personas. Su clásico rival son sus vecinos regionales del Perak FA.

## Palmarés
- Superliga de Malasia: (3) 1982, 1998, 2001

- Copa de Malasia: (4) 1953, 1954, 1958, 1974

- Copa FA Malasia: (1) 2002

- Malasia Charity Shield: (1) 2003